# Habitatge al carrer del Forn, 7 (Hostalric)
L'edifici situat al Carrer del Forn, 7 d'Hostalric (Selva) és una obra inclosa en l'Inventari del Patrimoni Arquitectònic de Catalunya.

## Descripció
És una casa entre mitgeres, situada al nucli urbà, molt a prop del portal de les Hortes. De planta rectangular, consta de planta baixa i dos pisos, i coberta a doble vessant amb teula àrab. Façana arrebossada. Porta d'accés amb brancals i llida de pedra, amb arc carpanell rebaixat. Al primer i segon pis hi ha una finestra, la del primer a la part esquerra de l'edifici, i la del segon a la dreta, totes dues amb brancals, llinda i ampit de pedra. Tanca la façana una cornisa catalana.